# DTP (Musikproduzent)

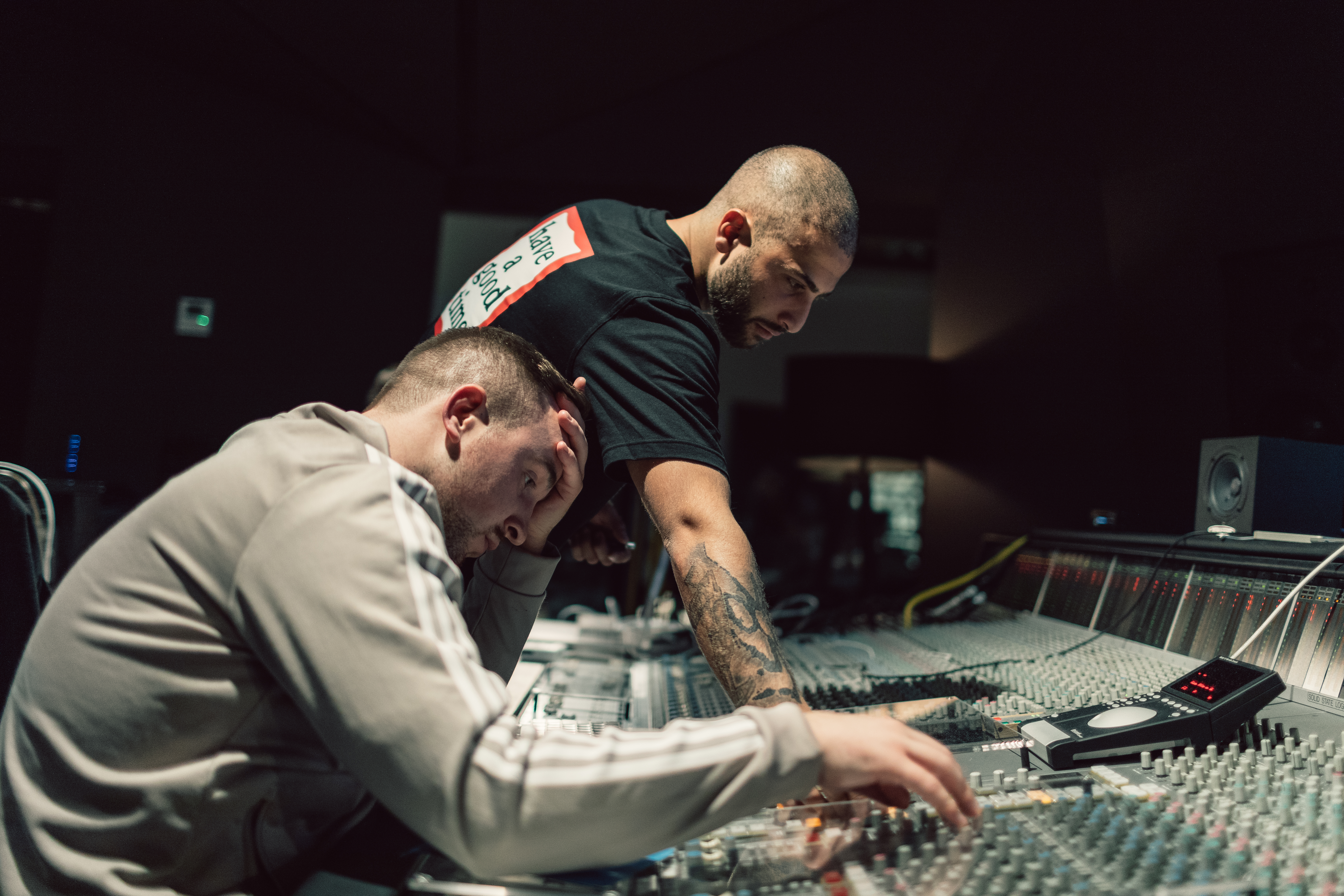
Im Studio in Berlin mit Nimo

DTP, auch Denis The Producer, (* vor 2000 als Denis Raab) ist ein deutscher Musikproduzent.

## Leben
DTP wuchs in einer Kleinstadt in Rheinland-Pfalz auf. Mit siebzehn Jahren zog er nach Frankfurt am Main, um dort als Musikproduzent Fuß zu fassen. In Frankfurt gelang es ihm seine Produktionen bekannten deutschen Rappern vorzuspielen. Durch Produktionen für Nimo, Reezy, Shindy, Kalim, Capo, Celo & Abdi, Bonez MC, Luciano, Pajel, Olexesh, Azzi Memo, Miami Yacine und viele weitere Künstler wurde er im deutschsprachigen Raum bekannt.
Über die Jahre fokussierte er sich mehr auf den amerikanischen Markt und produzierte für Stars wie Kanye West, Tyga, YG, Ty Dolla $ign, Nipsey Hussle, Rich The Kid, Lil Tjay, NLE Choppa, SAINt JHN, Larry June, Nelly, Flo Milli, Babyface Ray, 310babii, Luh Tyler, Problem. In Frankreich konnte DTP Gold- und Platin-Status mit den Rappern Rohff und Niaks erreichen. Seit 2018 steht er bei Sony/ATV unter Vertrag.

## Diskografie

### 2016
- Problem – Big Money
- Problem – What Have You Done To Me
- Tate Kobang – Poppin
- Shawty Lo – Paper Boi
- SOB x RBE – 100 Bars
- Skeme – Gang Thick
- Frostydasnowmann – Bossed Up
- Almighty Suspect ft. Frostydasnowmann – Up

### 2017
| Jahr | Titel Album                            | Chartplatzierungen | Chartplatzierungen | Chartplatzierungen | Anmerkungen                            |
| Jahr | Titel Album                            | DE                 | AT                 | CH                 | Anmerkungen                            |
| ---- | -------------------------------------- | ------------------ | ------------------ | ------------------ | -------------------------------------- |
| 2017 | Nimo ft. Hanybal – Let's Go Amina K¡K¡ | 100                | —                  | —                  | Erstveröffentlichung: 16. Juni 2017    |
| 2017 | Rohff – Soldat Surnaturel              | —                  | —                  | —                  | Erstveröffentlichung: 27. Oktober 2017 |

- TRZ – Je Suis Moi
- Capo – Standort
- Capo – Shuttle
- Celo & Abdi – Laid Back
- Azzi Memo – Sag Wann
- Azzi Memo – Keine Antwort
- Azzi Memo – Was Ich Will
- Soufian, LGoony, Crack Ignaz – New Level
- Soufian – Finesse
- Tate Kobang – Poppin
- Juliann Alexander – Hollywood
- Big Twan ft. Mozzy & Fat Trel – P*ssy
- Frostydasnowmann – Love Letter

### 2018
| Jahr | Titel Album                               | Chartplatzierungen | Chartplatzierungen | Chartplatzierungen | Anmerkungen                              |
| Jahr | Titel Album                               | DE                 | AT                 | CH                 | Anmerkungen                              |
| ---- | ----------------------------------------- | ------------------ | ------------------ | ------------------ | ---------------------------------------- |
| 2018 | Nimo – Akzeptier'n uns nicht -            | 69                 | —                  | —                  | Erstveröffentlichung: 25. Mai 2018       |
| 2018 | Azzi Memo – Bei Nacht Surf 'N' Turf       | 82                 | —                  | —                  | Erstveröffentlichung: 31. August 2018    |
| 2018 | Azzi Memo ft. Nimo – BlaBla Surf 'N' Turf | 14                 | 30                 | 43                 | Erstveröffentlichung: 16. September 2018 |
| 2018 | Rohff – Surnaturel                        | —                  | —                  | —                  | Erstveröffentlichung: 14. Dezember 2018  |

- Robbioso – My Life
- Azzi Memo – Medizin
- Azzi Memo – Nur Du
- Azzi Memo – Legende
- Azzi Memo – Fresh
- Rohff – Malsain
- Rohff – Loup Solitaire
- Tommy – Geister
- Reda Rwena – Der Tijarist

### 2019
| Jahr | Titel Album                         | Chartplatzierungen | Chartplatzierungen | Chartplatzierungen | Anmerkungen                           |
| Jahr | Titel Album                         | DE                 | AT                 | CH                 | Anmerkungen                           |
| ---- | ----------------------------------- | ------------------ | ------------------ | ------------------ | ------------------------------------- |
| 2019 | Capo, Nimo – Shem Shem & Sex Capimo | 12                 | 32                 | 44                 | Erstveröffentlichung: 11. Januar 2019 |
| 2019 | Capo, Nimo – Dunkel Capimo          | 23                 | 43                 | 49                 | Erstveröffentlichung: 29. März 2019   |
| 2019 | Kalim, Nimo – Bis um 3              | 26                 | 71                 | 93                 | Erstveröffentlichung: 5. April 2019   |
| 2019 | Jigzaw, Nimo – Wer Jiggi            | 38                 | 66                 | —                  | Erstveröffentlichung: 3. Mai 2019     |
| 2019 | Azzi Memo – Gelato                  | 23                 | —                  | —                  | Erstveröffentlichung: 16. August 2019 |

- Joe Moses – Black Lives Matter
- Spy Ayala - West Side
- Capo, Nimo – Billie Jean
- Capo, Nimo – Wieviele Jahre
- Milonair – Blockpanorama
- Ciro – LA
- Vokuz – Hold Up
- DEDO – Am Block
- SION – Tanzen
- 2ARA – Ich hab's geschafft
- Luqe – One Way Ticket
- Nimo – Nimoriginal
- Nimo, Celo & Abdi – Bereit
- Nimo, Rina – MAMA

### 2020
| Jahr | Titel Album                                              | Chartplatzierungen | Chartplatzierungen | Chartplatzierungen | Anmerkungen                            |
| Jahr | Titel Album                                              | DE                 | AT                 | CH                 | Anmerkungen                            |
| ---- | -------------------------------------------------------- | ------------------ | ------------------ | ------------------ | -------------------------------------- |
| 2020 | Nimo feat. Rina – Trendsetter -                          | 18                 | 26                 | 41                 | Erstveröffentlichung: 8. Mai 2020      |
| 2020 | Celo & Abdi feat. Bonez MC – 20 Zoll MAE Mietwagentape 2 | 48                 | —                  | —                  | Erstveröffentlichung: 23. Oktober 2020 |

- Luqe, Olexesh – Alles Prophezeit
- Ciro – Kartell Money
- TWOTEE – Kriminell Wegen Ihr
- Rohff – SOLO
- Yener Cevik, Celo & Abdi – Aslan Parcasi
- Narissa, Blxst – Research
- Narissa - Been Doin This
- Dú Maroc – AP mit Brilliz
- Olexesh – GNGSTR
- Azzi Memo – Sonnenuntergang
- Azzi Memo feat. Chakal – Feelings
- Azzi Memo – 1 Take
- Azzi Memo feat. Olexesh – Tränen für den Block
- Azzi Memo – 4 Ringe
- Derek King – Link in Bio
- Derek King feat. DCMBR – Alone
- Derek King feat. Lil Bean, JT The 4th – Savage
- Derek King – Overspend
- Miami Yacine – Dilemma
- J Stone – You Talk It, I live It

### 2021
- Derek King – New Way
- Derek King feat. Kalan FrFr – Designer
- Chefket – Petrichor
- CESO - Kein Lappen
- Luvre47 - Auf Immer
- Niask -  c’est miné
- O.G. - Run
- Luvre47 - Taggs & Packs
- Chefket - Ne Var Ne Yok
- Luvre47 - GTA6
- O.G. - Ich Selbst
- Krime - Luna

### 2022
- Derek King ft. Shaun Sloan - Personal
- Pajel - Fliehen
- Luvre47 - Herz
- Luvre47 - Knocki
- Luvre47 - Kahn
- Derek King, Iamsu - Hot Shit
- Chefket - Bir Allah
- Chefket - Dangerous
- Chefket - Hollywood
- O.G. ft. Nimo - Blockpavian
- O.G. ft. Ramo - DOPE
- O.G. ft. Sedo - Outta 469
- O.G. - Verpackt
- O.G. - Duft der Straße
- O.G. - Nots
- O.G. - Wieder da
- Babyface Ray - RIP, Pt. 1
- Flo Milli - Do It Better
- 1takejay - Roll Up Boyz
- 1takejay - Made Her a Believer
- Schubi Akpella ft. O.G. - Ja Man
- Hanybal ft. Celo & Abdi - Cali Keule
- Luvre47 - Für Alle
- Luvre47 - VLC
- Celo & Abdi, Schubi Akpella, Krime - Magie
- Saint JHN - Overstimulated
- Audrey Mika, Deux Twins - Madonna
- Luvre47 - Ride Or Die
- Luvre47 - L Blatt
- Luvre47 - Räuberleiter
- Luvre47 - Jungleboys
- Luvre47 - Traumata
- Luvre47 - Zeiger Drehen
- Luvre47 - Stürzen Ab
- Luvre47 - Frei Sein
- Aisha Vibes - Cadillac
- Kalim, Luciano - Rede Mit Mir
- Le 3eme Oeil, Rohff - Pour tous
- Casar - Skyline Rot
- Casar - Chaabi & Ballon

### 2023
| Jahr | Titel Album            | Chartplatzierungen | Chartplatzierungen | Chartplatzierungen | Anmerkungen                         |
| Jahr | Titel Album            | DE                 | AT                 | CH                 | Anmerkungen                         |
| ---- | ---------------------- | ------------------ | ------------------ | ------------------ | ----------------------------------- |
| 2023 | reezy - PLAYA'S CIRCLE | 27                 | -                  | -                  | Erstveröffentlichung: 13. Jan. 2023 |
| 2023 | Olexesh - Baby Mamas   | TBA                |                    |                    |                                     |

- Rich The Kid - Easter Cup
- Pajel, Aitch - Cheat Code
- Saint JHN - Overstimulated
- O.G., Schubi Akpella - Geh Dein Weg
- Tyga, YG - Platinum
- Bel Air (Tv Series from Peacock) Background Music in Ep. 209
- O.G., MEL - Mitten In Der Nacht
- Devon, Nimo - Killing Me Softly
- Olexesh - Baby Mamas
- Tyga, YG - FWU
- Olexesh, Schubi Akpella - Muss Weiter Gehen
- 310babii, Luh Tyler, Mustard - Walk
- Luvre47 - SCHUHCREME
- Zoe Osama - 84 Cutlass
- Kamaiyah - All Night

### 2024
- O.G. - My Name Is
- Luvre47, Disarstar, Tjark - Trümmer
- Luvre47 - Biggie Interlude
- Luvre47 - 6 Fuß Tief
- Luvre47 - Ein Moment
- Lil Vada - BTS
- O.G - Keep Your Head Up
- 310Babii, Luh Tyler, Cash Kidd - Walk (Remix)
- 1TakeJay - Focused
- 1TakeJay - Issa Vibe
- 1TakeJay - She The One
- Rowdy Racks, Joe Moses - Faded
- Kanye West, Ty Dolla $ign, YG, Nipsey Hussle - Do It
- YG, Larry June - Put It In My Hand

| Jahr | Do It Vultures 1                                     | Chartplatzierungen | Chartplatzierungen | Chartplatzierungen | Anmerkungen                            |
| Jahr | Do It Vultures 1                                     | Billboard 200      | US RAP             | US R&B             | Anmerkungen                            |
| ---- | ---------------------------------------------------- | ------------------ | ------------------ | ------------------ | -------------------------------------- |
| 2024 | Kanye West, Ty Dolla $ign, YG, Nipsey Hussle - Do It | 52                 | 17                 | 22                 | Erstveröffentlichung: 10. Februar 2024 |
| 2024 |                                                      |                    |                    |                    |                                        |

### 2025
- Tyga, Lil Tjay - Whodie
- Shindy - Einfach nur reich